# Antónivka (Berezivka)
Antónivka (en ucraniano: Антонівка) es un pueblo ucraniano perteneciente al óblast de Odesa. Situado en el suroeste del país, es parte del raión de Berezivka y parte del municipio (hromada) de Rozkvit.

## Toponimia
El nombre del asentamiento en ruso es Antónovka (en ruso: Антоновка). 

## Demografía
La evolución de la población de Antónivka entre 1989 y 2001 fue la siguiente:
| 244                                                           | 236 |
| (Fuente: Cities & Towns of Ukraine y UKRAINE: Größere Städte) |     |

Según el censo de 2001, la lengua materna de la mayoría de los habitantes, el 84,75%, es el ucraniano; del 10,59% es el ruso; y del 4,24% es el rumano.